# Agni Kai
L'Agni Kai è, nell'universo fantastico di Avatar - La leggenda di Aang, una tradizionale e antica forma di duello con il dominio del fuoco creato e sostenuto nella Nazione del Fuoco. Si tratta di una lotta per l'onore dei duellanti, in cui l'esito colpisce l'onore di entrambi gli sfidanti.
La parola "Agni Kai" è stata creata utilizzando il termine sanscrito "Agni" (अग्नि) cioè "fuoco" (notare anche che questo termine veniva e viene utilizzato per identificare il dio vedico Agni, dio del fuoco), e il termine giapponese "Kai" (会,かい) cioè "incontro".

## Storia
Anticamente questa tradizionale forma di sfida veniva usata come ultimo rimedio per le controversie che potevano colpire due dominatori del fuoco. Nel tempo poi tali combattimenti vennero utilizzati all'interno della famiglia reale (per coloro che aspiravano a cariche di dominio più importante) per decidere chi fosse degno di avere determinate cariche (come ad esempio quella del Signore del Fuoco).

## Esecuzione

Posizione iniziale da combattimento (notare il coprispalle portato tradizionalmente negli scontri dai maschi).

Se un dominatore del fuoco ha una controversia con un altro dominatore, lui o lei può sfidare l'altro a un Agni Kai. E se la sfida viene accettata, i due combattenti eseguono il combattimento o in un'area ufficiale per l'Agni Kai (in questo caso si potrebbe parlare di un duello importante il cui esito decide le posizioni della gerarchia feudale della famiglia reale) o in uno spazio aperto. Il duello (tranne in casi particolari) si apre con una cerimonia in cui i duellanti danno la schiena uno all'altro con il petto nudo (soltanto per i maschi) e con addosso un capospalla, che viene gettato a terra appena comincia il combattimento, e gli avversari si girano per ritrovarsi uno di fronte all'altro per cominciare. Il duello termina con la morte di uno dei due dominatori, a meno che il duellante vittorioso non decida di risparmiare la vita all'avversario accontentandosi della sola vittoria (anche se tale azione, invece di essere considerata un atto di generosità o di pietà, viene vista come un atto di debolezza). 

## Curiosità
- I duelli Agni Kai sono generalmente combattuti al tramonto.
- Tra le colonne sonore di Avatar - La leggenda di Aang "Agni Kai" è anche il nome di un brano usato durante il combattimento tra Zuko e Zhao.
- Nella versione originale del film L'ultimo dominatore dell'aria (The Last Airbender) un ragazzo che parla con Zuko usa il termine "Agni Kai Duel" anziché "Agni Kai". Questo può essere scritto in Hindi come अग्नि की डूएल्, la cui traduzione è letteralmente "Duel of Fire" (Duello di fuoco).
- Solo tre duelli Agni kai sono stati fatti vedere nella serie animata, e in ognuno di essi ha partecipato Zuko (gli altri tre combattenti sono il Signore del Fuoco Ozai, l'Ammiraglio Zhao e Azula).
- Il mercenario Uomo Combustione che compare nella terza stagione, assoldato per uccidere Aang da Zuko, ha guadagnato la sua temibile reputazione grazie a un gran numero di veloci vittorie ai duelli Agni Kai.
- Nell'immaginaria metropoli di "Citta della Repubblica" della serie animata Avatar - la leggenda di Korra una "Triade" (specie di banda di dominatori inventata nella serie) prende il nome dall'antica forma di duello.
- In lingua bengalese "agni" (অগ্নি) significa fuoco, e una delle possibili traduzione della parola "kai" (কাই) è "lite"; in tal modo, il significato della parola "agni kai" (অগ্নি কাই) in tale lingua sarebbe "il litigio del fuoco".